# 山陽ホテル
山陽ホテル（さんようホテル）は、かつて山口県下関市に所在したホテルである。1902年（明治35年）11月1日に、山陽鉄道が直営の洋式ホテルとして開設し、その後鉄道国有化により国有鉄道に継承され、第二次世界大戦中の空襲で被災するまで営業を継続した。

## 歴史

### 開設の背景
山陽鉄道は、後に山陽本線となる路線を建設した私鉄である。山陽鉄道は順次線路を延伸し、下関においては当初赤間関停車場の名前で細江町に停車場用地の埋め立てを行った。1901年（明治34年）5月24日に駅が竣工し、開業時の駅名は馬関と命名され、5月27日に厚狭 - 馬関間が開通して、予定していた神戸 - 馬関間が全通した。翌1902年（明治35年）6月1日に、赤間関市が下関市に改称したことから、駅名も下関となった。
下関に至る鉄道は、下関の町を大きく迂回して西側から入ってくることになったため、下関駅は市街地の中心部から西に外れることになった。このため、主要な旅館などから駅は遠くなり、駅付近には旅館がほとんど存在しなかった。下関駅で関門連絡船に乗り継いで九州方面へ向かう旅客にとって、駅付近に旅館が存在しないことは大変不便であった。山陽鉄道はこれを受けて駅前にホテルと旅館を設置する必要性を感じ、1901年（明治34年）8月20日の取締役会で「馬関停車場の乗降旅客の便を計らんがため、同停車場構内に洋式及び和風の旅館を建設せんとす」と議決し、旅館の建設に着手することになった。このうち和風旅館は1902年（明治35年）4月に竣工し、地元の有名旅館であった「川卯」に委託して5月1日から営業を開始した。宿泊や休憩だけでなく、列車や連絡船に乗降する旅客の世話も行ったことから、旅客の利便性は大きく向上した。これに引き続いて洋式ホテルの建設も進められた。
山陽鉄道歴代社長は、なんでも外国に範を取って鉄道を経営しようという方針であり、重役や幹部社員を欧米へ渡航させて現地の状況を調査しており、良いと思われる施策を次々に採用していた。このため停車場ホテルを開設する方針も、欧米の事情に倣ったものではないかとされる。

### ホテルの建設
山陽ホテルの建物は木造2階建ての洋風建築で、建設費は40,781円だった。このほかに設備費約10,700円を要した。庭園や什器類まで合わせると総額約63,000円を要した。1階には食堂、厨房、玉突室、バー、新聞閲覧室兼喫煙所、事務室があり、2階には客室9室、パーラー、浴室が備えられていた。総面積は約150坪（約496平方メートル）であった。
ホテルの経営について、和風旅館同様に地元の旅館業者への委託も検討されたが、地元に適当な業者がおらず、結局直轄営業とすることが決断された。支配人は神戸のオリエンタルホテル出身の鈴木太一郎を、オリエンタルホテル社長アーサー・グルームの推薦により採用し、コック主任としては高木光次郎を招き、そのほかの従業員も神戸で雇い入れた。また内装や設備については神戸のリネル商会が請け負った。
こうして準備が整った山陽ホテルは、1902年（明治35年）11月1日に地元の名士を招いて披露が行われるとともに、同日から営業を開始した。

### 初代ホテルの営業
ホテルの営業開始当初は、1人1室1泊で、夕食・朝食と1回の喫茶、入浴を合わせて、客室の広さや場所によって3円80銭から6円80銭の料金であった。2名以上が同室の場合は割安となる料金が定められていた。食事のみの提供の場合朝食は80銭、昼食は1円、夕食は1円30銭、喫茶は20銭となっていた。入浴のみ、ベッドの時間貸しといった料金も定められており、ビリヤードの利用料も定められていた。事前に手紙か電報で知らせておくと客室を確保することができ、駅に迎えも出していた。また山陽鉄道の列車ボーイに宿泊を伝えると、電報代を要さずに連絡して客室を確保するサービスがあった。
ホテルが営業を開始した頃、九州では福岡にも小倉にも洋式ホテルがなく、長崎にある程度であった。ハイカラなホテルに下関市民は驚かされたが、関門地区に出入りする外国人に便利に利用される程度で、あまり利用は多くなかった。このためホテルは赤字に苦しむことになった。そこで山陽ホテルでは、まず食事の営業成績を改善しようと、門司の桟橋にある出札所で食事切符の発売を1904年（明治37年）1月1日から開始した。切符は1円で販売され、昼食相当の料理を提供するが、夕食に利用する場合は30銭の追加料金をホテルで支払う。門司桟橋で食事切符を購入した場合、下関への往復の関門連絡船の運賃は無料となる制度であった。
山陽鉄道では、1899年（明治32年）から食堂車の営業を開始していたが、その営業は神戸自由亭に委託されていた。しかし山陽ホテル開業により人材や設備の蓄積を得た山陽鉄道は、1903年（明治36年）8月1日から食堂車営業を直営に切り替えることになった。
1905年（明治38年）9月11日に関釜連絡船が開業すると、大陸への往来客が増加し、次第に山陽ホテルの利用客も増えていった。また日露戦争後、訪日外国人の増加が顕著となった。外国人を宿泊させられるようなホテルが不足していることは、観光誘致による外貨獲得の機会を喪失しているとみなされるようになり、ホテルの増設が望まれるようになった。こうしたこともあり、1906年（明治39年）11月に新館を増築する工事に着手することになった。その直後、12月1日に鉄道国有法により山陽鉄道は国有化され、国有鉄道が山陽ホテルも営業することになった。
増築工事は1907年（明治40年）11月3日に落成した。これにより面積はこれまでの倍の300坪（約992平方メートル）となり、増築に要した予算は総額約57,000円であった。増築されたホテルは1階に食堂やバー、玉突室などがあることは以前と同様で、2階の客室は17室となった。特別室には室内に専用の浴槽まで設けられていた。
しかし国有化されたことにより、ホテルの従業員はすべて官吏ということになり、来客の身分や振る舞いなどを警察のような目で見られると、サービス低下を懸念する記事が新聞に掲載されるようになった。これにより宿泊客も減少したと報じられている。こうしたこともあってか、かねてホテルの宿泊料金は高すぎると考えていた帝国鉄道庁（国有鉄道を管理する役所）では、増築前には室数が少なすぎて不可能だった室料の2割から3割程度の値下げを1908年（明治40年）7月13日から実施した。これにより、食事代を含めても同程度の日本旅館より割安になると評されるようになった。さらに、1910年（明治43年）に当時管轄していた鉄道院が発行していた案内によれば、室料と食事代を別計算する欧州式と、室料に食事代が込みになっている米国式が併用されるようになっていた。
なお、国鉄が営業するホテルとしては他に、関西鉄道が建設していたホテルを国有化した奈良ホテル（一時民間委託、1913年（大正2年）5月から国鉄直営）と、東京ステーションホテル（東京鉄道ホテル、一時民間委託、1933年（昭和8年）12月から国鉄直営）があった。宿泊定員の面では、山陽ホテルはこれらの中で最小であった。

### 初代ホテルの焼失
山陽ホテルはさらに1918年（大正7年）にも増築を行い、1922年（大正11年）にも増築工事をすることになって基礎工事を行っていた。そのさなかの7月26日0時30分頃、ホテル分館の2階22号室と24号室の間付近の廊下から出火した。火はたちまち全館に燃え広がり、隣接する川卯鉄道旅館、下関郵便局、下関駅などへの延焼も懸念され、重要書類の搬出作業も行われるほどであった。軍隊が出動して物品の搬出作業と消火活動も行われたが、結局2時30分頃に全館を全焼して鎮火した。無風であったため、隣接する建物への延焼は避けられた。当日の宿泊客は日本人10名、外国人4名であったが、全員無事で、携行品なども運び出すことができた。建物の損害は約25万円、そのほか合わせて計37万円の損失とされた。この時点では、月間の収入は1万円程度で、大きな赤字ではない状態で営業していた。火災発生時22号室は空室で、漏電説もあったが結局火災の原因は判明しなかった。
火災後は、再建までの間暫定的に川卯旅館内に洋室を整えて外国人向けに提供するとともに、下関鉄道倶楽部も改装して臨時ホテルとして営業した。仮営業時は、宿泊費は欧州式のみで計算されていた。

### ホテルの再建
1923年（大正12年）4月に再建工事に着手し、1924年（大正13年）3月20日に竣工し、4月1日から新しい建物で山陽ホテルは営業を再開した。新しく建設された建物は、鉄筋コンクリート造地上3階地下1階面積317坪（約1,046平方メートル）あり、設計は辰野金吾と葛西萬司の共同経営する辰野葛西設計事務所の名義になっているが、辰野は1919年（大正8年）に亡くなっているので、葛西の単独設計であろうとされている。建物は、幅23.2メートル、奥行き33.5メートル、軒高16.8メートルで、地下は半地下式となっていた。地階には厨房、小食堂、理髪室、バー、ビリヤード場があり、1階は玄関、ロビー、控室、大食堂、配膳室、中食堂があり、2階と3階が客室階となっていた。客室は30室あり、1人用浴室付き10室、浴室無し12室、2人用浴室付き7室、浴室無し1室となっていた。総建設費は81万円とされ、うち20万円が設備費であった。2階に支那式応接室を備え、中国皇帝の所蔵品であったという調度品を配置していた。アール・ヌーヴォー様式やアール・デコ様式のデザインが取り入れられ、細部にわたって繊細なデザインが施された豪華な建物であった。
山陽ホテル再建開業式は、4月1日13時から屋上で開催予定であったが、強風で天幕が吹き飛ばされるほどであったため、大広間で実施された。再開業翌年の1925年（大正14年）の年間利用客は4,532人、収入168,732円で、その後もおおむねこの程度の利用であり、年間4 - 5万円程度の損失を出していた。国有であるために維持できているホテルであり、民間では到底維持困難な状態であった。これについて、対外的にホテルを通じて国力をアピールする必要があった時代に国策として豪華なホテルを建設したものであると指摘されている。当時帝国ホテル支配人だった犬丸徹三は山陽ホテルを視察して、各部屋の寝台が異なっていて融通が利かない、床仕上げにコルクを使用しており掃除が困難など、各種のオペレーション上の問題点を指摘して、利益を生むような施設ではなくホテル経営的にはまったく評価できないとしていた。新しいホテルの開業後は、料金体系は欧州式のみとなっていた。

### 2代ホテルの営業

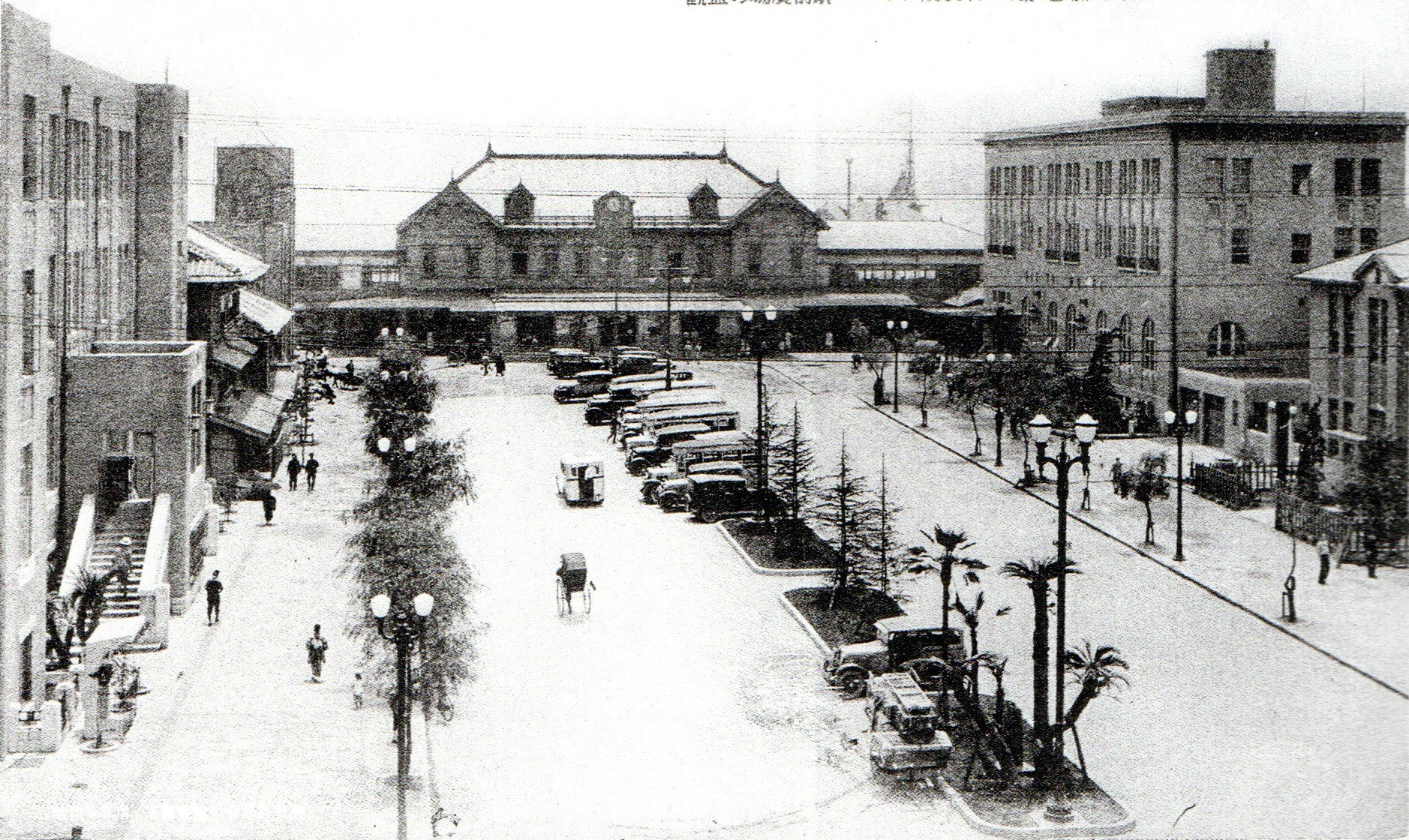
1933年頃の下関駅、右側に山陽ホテルが見える

下関駅が山陽本線の終着地であり、大陸航路の連絡地であったことから、内外の著名人の往来が多く、新聞記者が著名人を物色してインタビューを行うことも多かった。山陽ホテルはそうした著名人の記者会見がしばしば行われる場所ともなっていた。松岡洋右、宇垣一成、藤原義江などのホテルでの記者会見が記録されている。また映画制作中に共演者で駆け落ちした竹内良一と岡田嘉子のカップルも山陽ホテル滞在中に新聞記者に見つかり写真を撮られている。訪日外国人では、野球の全米チームが1934年（昭和9年）に日本を訪問した際に小倉到津球場での試合後、山陽ホテルでの歓迎会にベーブ・ルースなどが来訪している。1937年（昭和12年）にはヘレン・ケラーも訪れた。皇族の宿泊はのべ28人が記録されており、支配人とホテル長だけが直接の世話をすること、来訪前に従業員全員が検便を受けること、赤じゅうたんを敷いて出迎えること、専用の銀食器を使って料理を提供することなどの特徴があった。
山陽ホテルでは1909年（明治42年）から、当時はまだ珍しかった女性従業員の採用を行っていたが、これは男女の賃金格差を利用して経費節減を図る目的であった。一方これとは別に、営業成績を上げるために、気軽に利用できるようなグリル食堂を作ろうとして、女性従業員を採用してはどうかという意見が出て、変な噂を流されると官業ホテルの威信に関わりかねないという考えもあったが、結局採用が行われることになった。グリル食堂向けの女性従業員としては高等女学校卒を条件として採用試験を行い、まず3人を採用した。紫の振り袖に白のエプロンを着たサービスガールは市民の話題となり、営業成績の増進に貢献したという。彼女たちは、市民からは「紫の君」の愛称で呼ばれていた。その後さらに採用が増えたが、10人に1人程度しか採用されない難関で、しつけも厳しく山陽ホテルで働くことが誇りであるとされていた。正規の国鉄職員であり、しかも同時期の大卒の男性よりも給料が良かったとされる。
第二次世界大戦中、1942年（昭和17年）11月15日に関門トンネルが開通すると、それまで細江町にあった下関駅は竹崎町に移転し、山陽ホテルは駅前ではなくなった。また関門連絡船への乗換も減少することになった。1945年（昭和20年）6月20日には関釜連絡船の運航が途絶し、さらに7月1日深夜から7月2日未明にかけて行われた空襲で、細江町の旧下関駅舎と並んで山陽ホテルも被災し、営業が休止された。

### 被災後
空襲被災した山陽ホテルは、ホテル再建を目指す内部での動きもあったが、再建したとしても進駐軍に接収されるだけであるとして見送られた。また、関門トンネルにより本州と九州を列車が直通するようになり、さらに関釜連絡船が廃止されたことで、船車連絡の旅客の利便性を図るという意義は失われ、鉄道ホテルとしての使命は終わったと判断され、1946年（昭和21年）2月に正式にホテル廃業が決定された。
山陽ホテルの建物はその後、日本国有鉄道中国支社下関出張所や下関保線区、国鉄分割民営化後はJR関連会社の下関支店などとして使われた。しかし建物の老朽化に加えて耐震構造の問題があり、地震で倒壊の恐れがあるとして2004年（平成16年）に閉鎖された。2010年（平成22年）12月27日に、西日本旅客鉄道（JR西日本）が解体撤去を発表し、2011年（平成23年）1月に解体された。解体後、建物の外壁煉瓦を利用して写真付き銘板を取り付けた高さ1.45メートル、幅1.65メートルの記念碑が跡地の前の歩道に設置され、市に寄付されている。

## 建物
2代目の山陽ホテルが営業を再開した1923年（大正12年）頃は建築様式の面で、古典主義建築の流れを汲んだゴシック建築やルネサンス建築などに代わって、ウィーン分離派などのゼツェシオンが流行するようになった時代である。これに伴い、アール・ヌーヴォーやアール・デコなどの新しいデザインが用いられるようになった。2代目山陽ホテルの建築も、こうした細かいデザインが施されており、モダニズム建築へと至る過渡期の特徴を示している。
また、建物の耐震性や防火性への意識が高まっていた時代でもあり、煉瓦積みや石積みの建築より耐震性に優れた鉄筋コンクリートまたは鉄骨コンクリートを採用した建物が普及しつつあった。山陽ホテルも鉄筋コンクリート構造である。しかし、1921年（大正10年）着工の鉄筋コンクリート造りの新宿駅は、部屋の間仕切りなどには中空の煉瓦を併用しており、1923年（大正12年）の関東地震（関東大震災）において被害を受け、十分な耐震構造として機能しなかったとされた。関東大震災を受けて1924年（大正13年）に市街地建築物法の耐震設計の考え方が改正されたが、山陽ホテルは関東大震災直前に竣工しているため改正法が適用されていないとされ、新宿駅同様に中空煉瓦を併用した構造となっている。このため、日本近代建築における耐震設計の過渡期を示した建物でもあった。

## 営業実績
| 年度           | 来泊数（人） | 延人員（人） | 収入（円） |
| -------------- | ------------ | ------------ | ---------- |
| 1920（大正9）  | 3,811        | 7,908        | 121,623    |
| 1921（大正10） | 3,647        | 6,181        | 112,736    |
| 1922（大正11） | 1,605        | 2,894        | 52,572     |
| 1923（大正12） | 1,084        | 1,915        | 46,006     |
| 1924（大正13） | 4,207        | 5,498        | 150,786    |
| 1925（大正14） | 4,532        | 5,817        | 168,732    |
| 1926（昭和元） | 4,719        | 6,287        | 160,641    |
| 1927（昭和2）  | 4,905        | 6,361        | 155,016    |
| 1928（昭和3）  | 4,506        | 6,629        | 180,261    |
| 1929（昭和4）  | 4,716        | 7,499        | 185,387    |
| 1930（昭和5）  | 3,581        | 5,454        | 141,030    |
| 1931（昭和6）  | 3,218        | 5,747        | 135,278    |
| 1932（昭和7）  | 2,788        | 4,052        | 117,919    |
| 1933（昭和8）  | 3,498        | 4,928        | 138,115    |
| 1934（昭和9）  | 4,060        | 5,263        | 152,132    |
| 1935（昭和10） | 5,165        | 6,488        | 176,411    |
| 1936（昭和11） | 5,297        | 7,259        | 198,029    |

『日本国有鉄道百年史』第8巻124ページの表から山陽ホテル分のみ抜粋。元出典は『鉄道省年報』。
山陽ホテルが再建された1925年度から12年間の平均人数稼働率は43.1パーセント、1人当たり宿泊数は1.4泊となる。